# Léon Dufourny
Léon Dufourny, född 5 mars 1754, död 1818, var en fransk arkitekt vars verk hör till den nyklassicistiska skolan i slutet av 1700-talet.
Dufourny blev Republiken Frankrikes kommissarie i Kungariket Bägge Sicilierna och gjorde en studieresa till Sicilien från 1787 till 1794 för att studera antika grekiska tempel. Dufourny arbetade en tid i Palermo, och hans gymnasium i den botaniska trädgården i staden var den första byggnaden på Sicilien med dorisk ordning. Templet är ett exempel på rent nyklassicistisk stil.

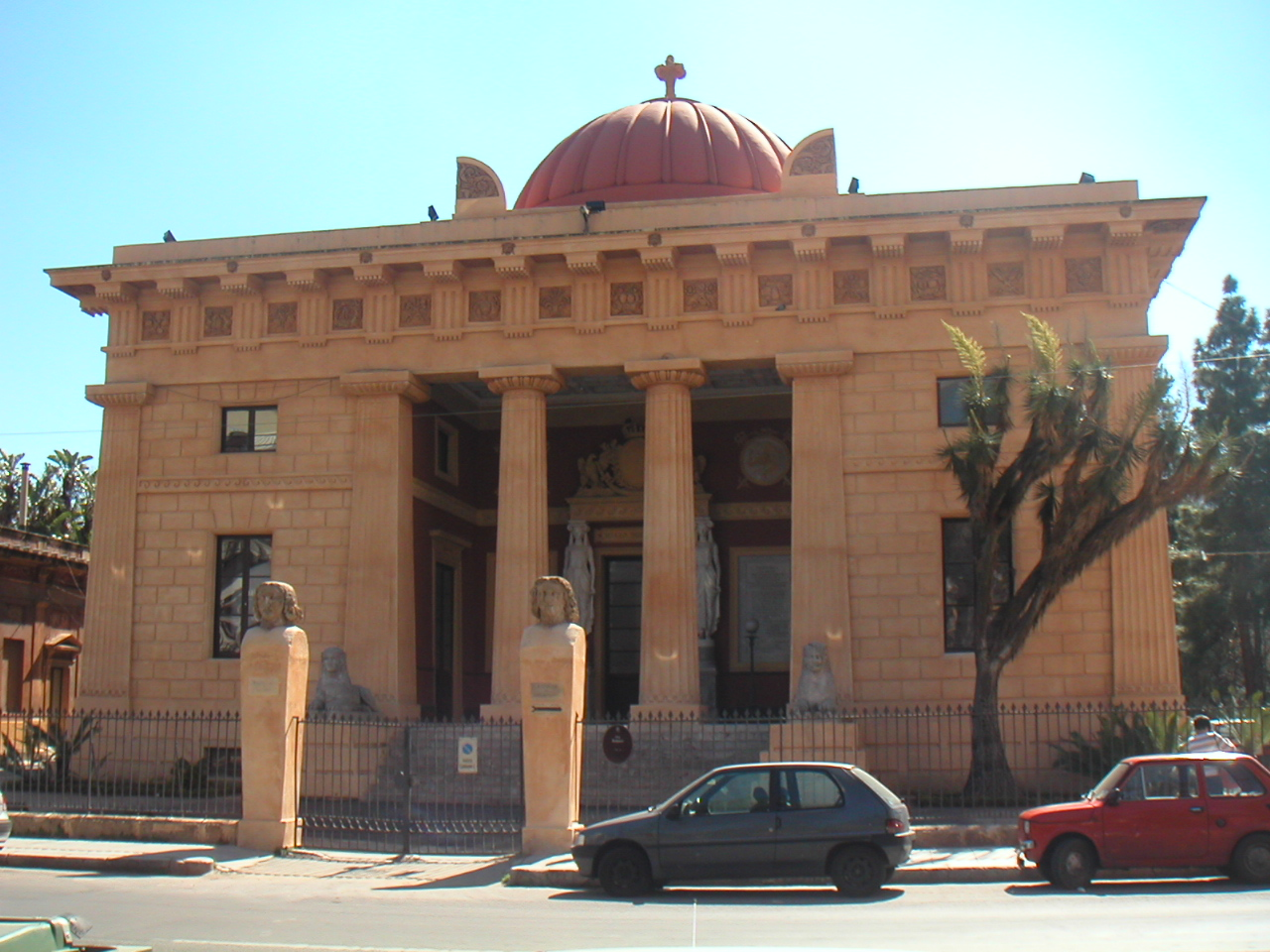
Gymnasium i Palermo

Léon Dufourny invaldes 1796 i Académie des Beaux-Arts i Paris. Han var ordförande i kommissionen för medel och administration vid Institut de France.
I början av 1780-talet blev Léon Dufourny anlitad av Gustav III som arkitekt för ett nytt slottsprojekt i Hagaparken i Solna socken. Gustav III hade träffat honom under sitt besök i Rom och beställde förslagsritningar till några av de byggnader han planerade uppföra i Stockholm och dess närhet. Dufourny utförde noggranna skisser till ett nytt slott samt till Amor och Psyketemplet, båda i Hagaparken. Ritningarna skickades till Stockholm där de finns bevarade.
Men Dufourny tog alltför lång tid på sig och inget av dessa förslag kom längre än till skisserna på papperet. Efter många turer blev det istället Louis Jean Desprez som fick rita Stora Haga slott och Amor och Psyketemplet.
Ett annat samtida uppdrag var Sankt Johannes kyrka i Stockholm, där Jean Eric Rehn skulle rita kyrkan, men kungen fann hans förslag för gammalmodigt. Han gav istället uppdraget till Léon Dufourny, som föreslog en fönsterlös kyrka i stil av romersk basilika med dorisk tempelfront. Förslaget upplevdes som främmande och bygget blev inte av. Istället reparerades och utvidgades den befintliga träkyrkan.